# Bierutów
Bierutów (en allemand: Bernstadt) est une ville de Pologne située dans la voïvodie de Basse-Silésie.

## Histoire
De 1742 à 1945, Bernstadt-en-Silésie fait partie de l'arrondissement d'Œls, dans le district de Breslau au sein de la province de Silésie.

## Personnalités liées à la ville
- Hugo Friedländer (1847-1918), journaliste, éditeur et chroniqueur juridique allemand, né à Bernstadt sur la Weide.
- Ludwig Meidner (1884-1966), peintre et graveur expressionniste allemand, né à Bernstadt.

## Jumelages
- Bernstadt auf dem Eigen (Allemagne)